# Tiffany Porter
Tiffany Porter (Ypsilanti, 13 november 1987) is een atleet uit het Verenigd Koninkrijk.
Porter heeft zowel de Britse als de Amerikaanse nationaliteit, haar vader is Nigeriaans en haar moeder Brits, tot 2010 kwam ze uit voor de Verenigde Staten.
Op de Olympische Zomerspelen van Londen in 2012 liep Porter voor Groot-Brittannië op de 100 meter horden.
Vier jaar later, op de Olympische Zomerspelen van Rio de Janeiro in 2016, haalde ze op dat onderdeel de finale, waarin ze als zevende eindigde. Op de Olympische Zomerspelen van Tokio in 2021 haalde ze finale niet.
Op het Europese kampioenschappen atletiek 2014 wordt Porter in 12,76 seconde Europees kampioene op de 100 meter horden.
In 2014 en 2018 nam Porter deel aan de Gemenebestspelen. In 2014 behaalde ze de zilveren medaille op het onderdeel 100 meter horden.
Porter behaalde zeven nationale titels, en van 2007–2009 was zij NCAA-kampioen op de 100 en 60-meter horden.

## Persoonlijke records
Outdoor
| Onderdeel        | Prestatie | Datum             | Plaats         |
| ---------------- | --------- | ----------------- | -------------- |
| 100 meter horden | 12,51 s   | 14 september 2014 | Marrakesh      |
| verspringen      | 6,48 m    | 16 mei 2009       | Columbus, OH   |
| 4x100 meter      | 43,52     | 22 juni 2013      | Gateshead, GBR |

Indoor
| Onderdeel       | Prestatie | Datum            | Plaats   |
| --------------- | --------- | ---------------- | -------- |
| 50 meter horden | 6,83 s    | 28 januari 2012  | New-York |
| 55 meter horden | 7,38 s    | 11 februari 2012 | New-York |
| 60 meter horden | 7,80 s    | 4 maart 2011     | Parijs   |

bron

## Privé
Tiffany Porter is de zus van Cindy Ofili, en zij is getrouwd met hordeloper Jeff Porter.
- World Athletics: 14318196